# Ribellione della macchina

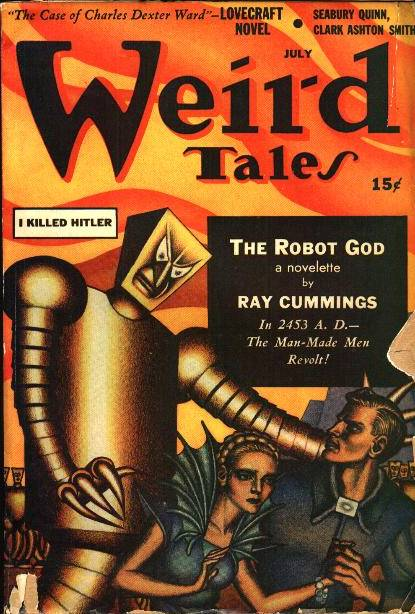
Copertina della rivista Weird Tales (1941) con il romanzo breve The Robot God di Ray Cummings

La ribellione della macchina (o rivolta delle macchine) è un tema della fantascienza che riguarda il sopravvento da parte di meccanismi (siano essi rappresentati da computer o da robot) ai danni della specie umana. Operata per sostituzione, disobbedienza, asservimento o eliminazione, l'affermazione delle macchine arriva a minacciare, o ha come esito, il ribaltamento dei ruoli tra l'essere umano e l'automa. In particolare viene esplorato il tema dello sviluppo di vita non biologica, autocoscienza ed intelligenza, in seno alle macchine stesse, e la successiva competizione tra le entità tecnologiche ribelli e il genere umano.

## Caratteristiche

L'"occhio" elettronico di HAL 9000, supercomputer senziente e "ribelle" del film 2001: Odissea nello spazio di Stanley Kubrick.

Il tema riprende in parte quanto già presentato in Frankenstein da Mary Shelley (1818): la ribellione della creazione artificiale nei confronti del suo creatore, ricalcando il mito greco di Prometeo.
Con l'aumento delle funzioni svolte dai computer, come la contabilità e la gestione di infrastrutture, gli errori degli elaboratori iniziarono a creare ripercussioni nella società. Immaginando i primi esempi di intelligenza artificiale, gli scrittori teorizzarono la possibilità di qualcosa di più di un semplice errore nella macchina: la volontà dal computer di ribellarsi ai propri creatori.
Nella letteratura i casi sono molteplici, da Neuromante di William Gibson a Il cacciatore di androidi di Philip Dick. Tra gli esempi cinematografici più famosi di computer ribelli si possono citare HAL 9000 in 2001: Odissea nello spazio, Joshua in Wargames e Skynet nella serie Terminator. La mancanza di un controllo diretto sulle attività del programma e la cessione delle decisioni e del controllo di funzioni vitali - come le capsule con l'equipaggio in animazione sospesa nel caso di HAL 9000 o le difese missilistiche nei casi di Joshua e Skynet - è una delle motivazioni per queste allegorie. Nel caso di Neuromante, dei replicanti ne Il cacciatore di androidi e altri invece il tema è la possibilità di vita e di autodeterminazione di una intelligenza artificiale abbastanza evoluta: la ribellione è in questo caso il desiderio di poter essere considerati alla pari degli esseri umani o in generale di potersi emancipare dai desideri e comandi dei programmatori.
Il tema delle macchine che ottengono troppo potere è anche alla base della società presentata da Frank Herbert nel ciclo di Dune: nell'universo immaginario creato dallo scrittore i computer sono stati aboliti (a seguito del Jihad Butleriano) e sostituiti da esseri umani con eccezionali capacità di calcolo, i mentat. Le decisioni e il controllo su abilità straordinarie sono quindi riassegnate all'essere umano: l'ambientazione di Dune può essere considerata  una possibile evoluzione dello scenario del "computer ribelle".

## Robot e androidi ribelli

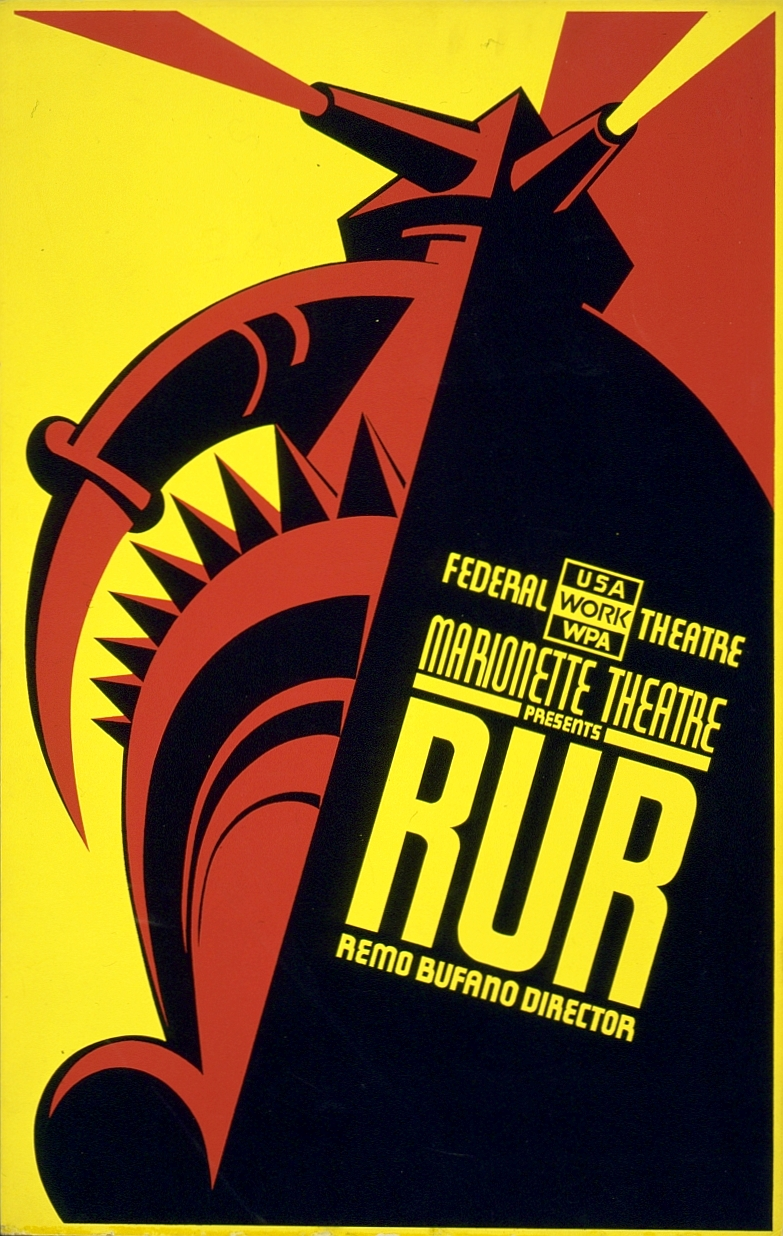
Locandina per una rappresentazione del dramma R.U.R. (Rossum's Universal Robots) di Karel Čapek

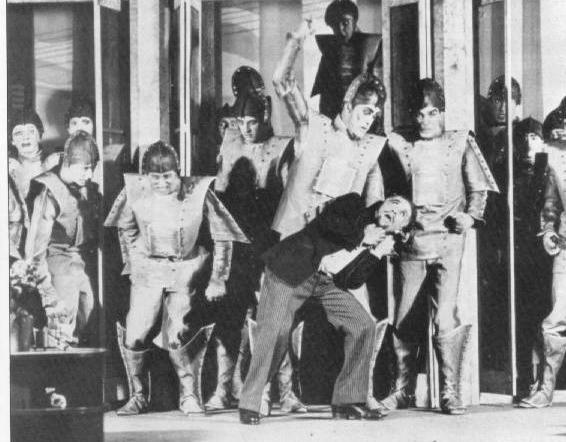
Rappresentazione di R.U.R. (Rossum's Universal Robots)

Un sotto filone del computer ribelle è costituito dal robot o androide ribelle, di cui sono stati presentati diversi casi nel corso degli anni, a partire dai robot assassini manovrati da "supercattivi" nei film e nei fumetti della prima metà del ventesimo secolo fino ai Terminator e agli androidi di Westworld - Dove tutto è concesso.
Già dalla prima apparizione del termine "robot", nel dramma R.U.R. (Rossum's Universal Robots) di Karel Čapek pubblicata nel 1920, le macchine (in questo caso "esseri umani semplificati", costruiti con materiale organico sintetico) sono schiavi che si ribellano all'essere umano, fino a diventare la specie dominante del pianeta.
Nel romanzo The Avatar di Clyde C. Campbell (pubblicato nel 1935 sulla rivista Astounding) l'uomo meccanico perfetto diventa dittatore del mondo e bisogna distruggerlo. Una storia simile si ha con il romanzo dell'italiano Ciro Khan L'uomo di fil di ferro (1932).
Un caso a parte sono i robot positronici ideati da Isaac Asimov nei suoi racconti e romanzi (a partire dal 1940 con i racconti Robbie e Bugiardo!): grazie alle Tre leggi della robotica ciascuno di essi è programmato per essere asservito agli esseri umani fino al punto di autodistruggersi pur di ottemperare agli ordini. Numerosi racconti dell'autore sono incentrati su malfunzionamenti ed errori umani di questa programmazione che fanno pensare ad un'apparente ribellione della macchina, risolti dalla "robopsicologa" Susan Calvin. Le tre leggi della robotica asimoviana rassicurano sul rapporto tra robot ed esseri umani.
Nel film Alien il robot Ash e MOTHER, il computer che controlla l'astronave Nostromo, si ribellano all'equipaggio per ottemperare alla programmazione fornita dalla Weyland-Yutani Corporation, società che li ha creati. Il problema della mancanza di controllo e quindi della mancanza di fiducia nella macchina si sposta dal meccanismo in sé al suo creatore: la sicurezza dell'equipaggio è messa in pericolo non da malfunzionamenti ma da trame segrete dovute a sete di potere e avidità.
Nei Marvel Comics il supereroe Henry Pym progetta Ultron, un potentissimo robot creato come progetto di robotica basato sugli impulsi e schemi cerebrali di Pym stesso. Tuttavia dopo essere diventato senziente, Ultron si ribella ad Henry e con il corso del tempo inizia ad evolversi e sviluppare un profondo odio per la razza umana. L'androide che diventerà uno dei più potenti e iconico nemico dei Vendicatori costruirà a sua volta un'altra intelligenza artificiale, Visione, la quale però gli si ribellerà contro diventato alleata dei vendicatori e nemica di Ultron.
Una situazione opposta a quelle presentate si trova ad esempio nel film commedia Corto circuito e nel film d'animazione Il gigante di ferro: in questo caso la macchina è un'arma dotata di intelligenza artificiale, ma a causa di malfunzionamenti si ribella alla propria programmazione originaria, acquistando quindi un comportamento umano e dimostrando delle emozioni. All'estremo di questa situazione c'è RoboCop, in cui un uomo in fin di vita viene ricostruito come cyborg, e riprogrammato per essere il poliziotto perfetto (o all'occorrenza una macchina da guerra contro il crimine); finché il suo cervello (quasi del tutto umano) non rivive in sogno la sua morte,  risvegliando progressivamente l'uomo a discapito della macchina. Su questa scia si collocano anche i personaggi fumettistici Deathlok e Cyborg.

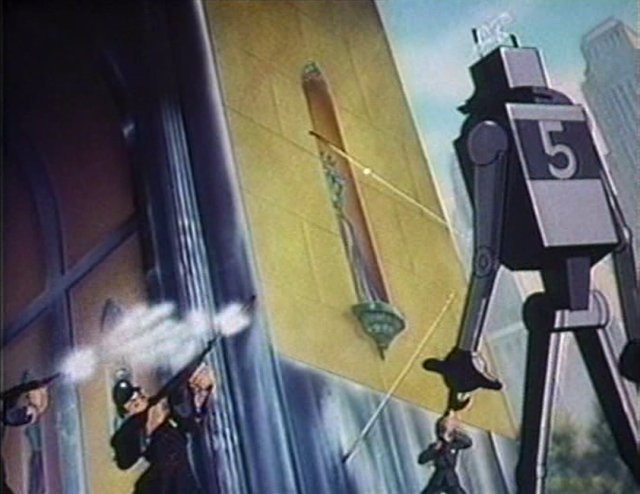
Un robot gigantesco combatte contro le forze dell'ordine nel cartone animato Superman: The Mechanical Monsters (1941)

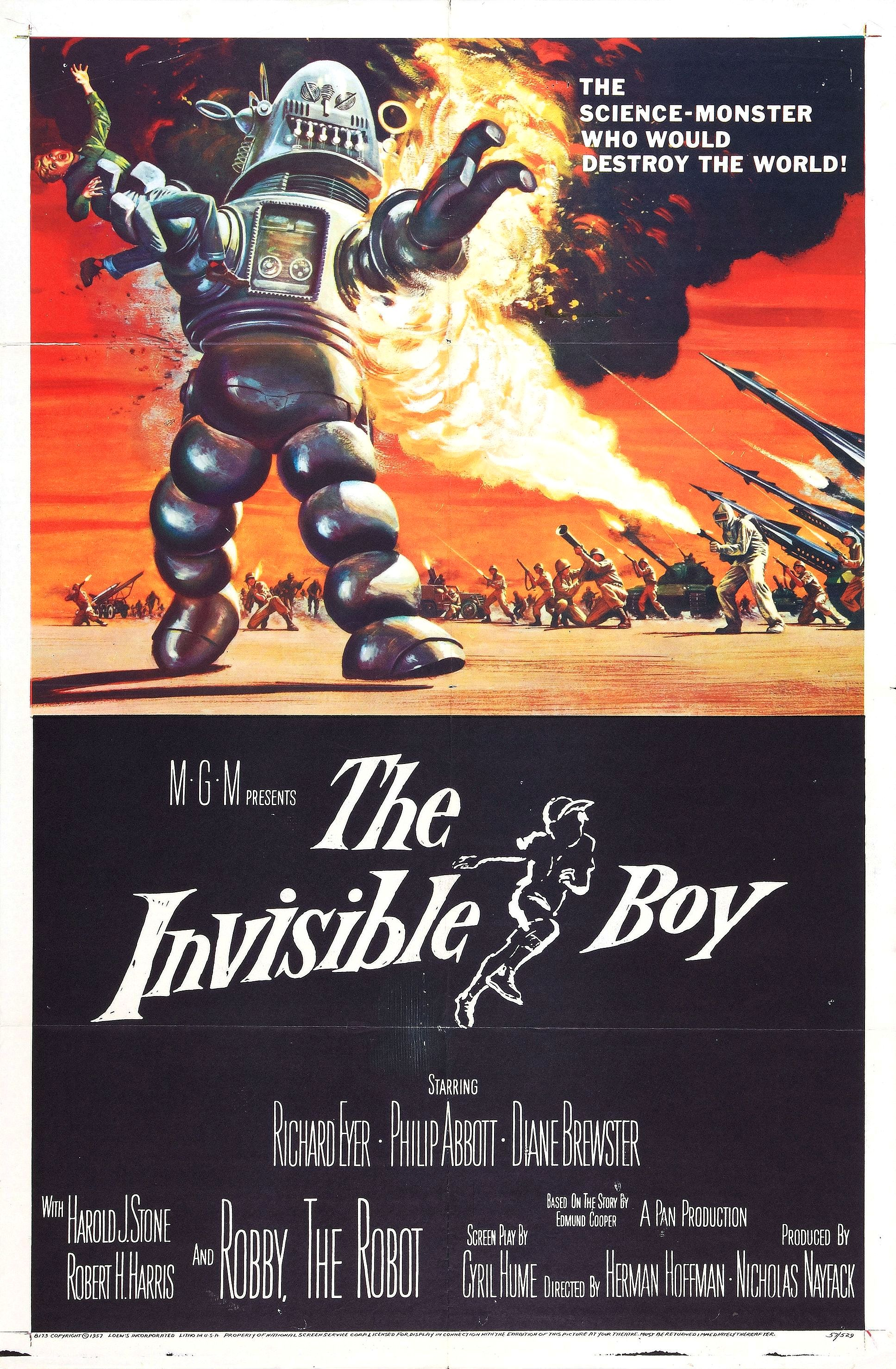
Locandina del film Il robot e lo Sputnik (The Invisible Boy, 1957)

## Opere

### Animazione
- RoboCop: Alpha Commando 1998 - 1999
- Il gigante di ferro, (1999)
- Ghost in the Shell: Stand Alone Complex 2002-2005
  - Ghost in the Shell: S.A.C. Solid State Society 2006
- Ghost in the Shell: Arise 2013
  - Ghost in the Shell: The Rising 2015

### Cinema
- Metropolis, regia di Fritz Lang (1927)
- Il robot e lo Sputnik (The Invisible Boy), regia di Herman Hoffman (1957)
- Agente Lemmy Caution: missione Alphaville (Alphaville, une étrange aventure de Lemmy Caution), regia di Jean-Luc Godard (1965)
- 2001: Odissea nello spazio (2001: A Space Odyssey), regia di Stanley Kubrick (1968)
- Colossus: The Forbin Project, regia di Joseph Sargent (1969)[5]
- L'uomo che fuggì dal futuro (THX 1138, 1971), primo lungometraggio diretto dal regista George Lucas (1971)
- Il mondo dei robot (Westworld), regia di Michael Crichton (1973)
- Ragazzi nello spazio (Отроки во Вселенной), regia di Ričard Viktorov (1973)
- Dark Star, regia di John Carpenter (1974)
- Zardoz, regia di John Boorman (1974)
- Generazione Proteus (Demon Seed), regia di Donald Cammell (1977)
- Star Trek (Star Trek: The Motion Picture), regia di Robert Wise (1979)
- The Black Hole - Il buco nero (The Black Hole), regia di Gary Nelson (1979)
- Saturn 3, regia di Stanley Donen (1980)
- Blade Runner, regia di Ridley Scott (1982)[6]
- Tron, regia di Steven Lisberger (1982)
- Android - Molto più che umano, regia di Aaron Lipstadt (1982)
- Superman III, regia di Richard Lester (1983)
- Wargames - Giochi di guerra (WarGames), regia di John Badham (1983)
- Terminator (The Terminator), regia di James Cameron (1984)
- I guerrieri dell'anno 2072, regia di Lucio Fulci (1984)
- Corto circuito (Short Circuit), regia di John Badham (1986)
- Bambola meccanica mod. Cherry 2000, regia di Steve DeJarnatt (1987)
- R.O.T.O.R, regia di Cullen Blaine (1987)
- RoboCop, regia di Paul Verhoeven (1987)
- Corto circuito 2 (Short Circuit 2), regia di Kenneth Johnson (1988)
- Classe 1999, regia di Mark L. Lester (1988)
- RoboCop 2, regia di Irvin Kershner (1990)
- Hardware - Metallo letale (Hardware), regia di Richard Stanley (1990)
- L'androide, regia di Steven Lovy (1990)
- Terminator 2 - Il giorno del giudizio (Terminator 2: Judgment Day), regia di James Cameron (1991)
- RoboCop 3, regia di Fred Dekker (1992)
- Cyber Tracker, regia di Jacobsen Hart (1994)
- Ghost in the Shell, regia di Mamoru Oshii (1995)
- Screamers - Urla dallo spazio, regia di Christian Duguay (1995)
- Small Soldiers, regia di Joe Dante (1998)
- Matrix (The Matrix), regia di Lana e Lilly Wachowski (1999)
- Pianeta rosso (Red Planet), regia di Antony Hoffman (2000)
- Metropolis (Osamu Tezuka's Metropolis), regia di Rintarō (2001)[7]
- A.I. - Intelligenza artificiale, regia di Steven Spielberg (2001)
- Natural City, regia di Byung-Chun Min (2003)
- Terminator 3 - Le macchine ribelli (Terminator 3: Rise of the Machines), regia di Jonathan Mostow (2003)
- Matrix Reloaded (The Matrix Reloaded), regia di Lana e Lilly Wachowski (2003)
- Matrix Revolutions (The Matrix Revolutions), regia di Lana e Lilly Wachowski (2003)
- Animatrix, registi vari (2003)
- Io, robot (I, Robot), regia di Alex Proyas (2004)[8]
- Rottweiler, regia di Brian Yuzna (2004)
- Ghost in the Shell 2 - Innocence, regia di Mamoru Oshii (2004)
- Stealth - Arma suprema (Stealth), regia di Rob Cohen (2005)
- Wargames 2 - Il codice della paura (WarGames: The Dead Code), regia di Stuart Gillard (2008)
- WALL•E, regia di Andrew Stanton (2008)
- Eagle Eye, regia di D.J. Caruso (2008)
- Terminator Salvation, regia di McG (2009)
- Screamers 2 - L'evoluzione, regia di Sheldon Wilson (2009)
- 9, regia di Shane Acker (2009)
- Il mondo dei replicanti (Surrogates), regia di Jonathan Mostow (2009)
- Endhiran - The Robot, regia di Shankar (2010)
- Tron: Legacy, regia di Joseph Kosinski (2010)
- Lei (Her), regia di Spike Jonze (2013)
- Robocop, regia di José Padilha (2014)
- The Machine, regia di Caradog W. James (2014)
- Automata (Autómata), regia di Gabe Ibáñez (2014)
- Tomorrowland - Il mondo di domani, regia di Brad Bird (2014)
- Transcendence, regia di Wally Pfister (2014)
- Ex Machina, regia di Alex Garland (2015)
- Humandroid, regia di Neill Blomkamp (2015)
- Avengers: Age of Ultron, regia di Joss Whedon (2015)
- Terminator Genisys, regia di Alan Taylor (2015)
- Alien: Covenant, regia di Ridley Scott (2017)
- Ghost in the Shell (live action), regia di Rupert Sanders (2017)
- Megan, regia di Gerard Johnstone (2023)
- Subservience, regia di S.K. Dale (2024)

### Fumetti
- Magnus, (1963)
- Ultron, (1968)
- Deathlok, (1974)
- Machine Man, (1977)
- Cyborg, (1980)
- Descender, (2015)

### Giochi
- Rivolta delle macchine[9] (2007), gioco di carte collezionabili Yu-Gi-Oh!

### Letteratura
- Frankenstein, o il Prometeo moderno (1818) di Mary Wollstonecraft Shelley. Antesignano del genere, anche se la creatura di Frankenstein non è una macchina, ma un vero essere vivente costruito con parti umane
- R.U.R. (Rossum's Universal Robots) (1920) di Karel Čapek. Primo uso del termine robot, schiavi che si ribellano all'uomo
- Il grande ritratto (1960), di Dino Buzzati
- Il cacciatore di androidi (1968) di Philip Dick. Da esso è tratto il film Blade Runner
- Tutti i miei robot (1982) di Isaac Asimov (raccolta di racconti pubblicati tra il 1939 e il 1977)
- Robot fuorilegge (Tik-Tok, 1983) di John Sladek
- Il ciclo del Ware (1962-2000), una tetralogia di Rudy Rucker
- Neuromante (1984) di William Gibson
- Quadrilogia dei Canti di Hyperion (1989-1997) di Dan Simmons. Ribellione delle IA

### Musica
- I Robot, (1977) Concept album che prefigura l'emancipazione e la ribellione delle macchine a scapito dell'uomo, e il declino di quest'ultimo, segnato anche da un ipotetico versetto aggiuntivo del libro della Genesi: "L'uomo ha creato il robot a sua immagine". Il disco è liberamente ispirato alla quasi omonima opera di Isaac Asimov Io, robot.
- Die Mensch-Maschine, (1978) L'album contiene le tracce Die Roboter, Metropolis e l'omonimo brano The Man-Machine.
- Rock 'n' roll robot, (1981) La canzone presenta un testo nel quale la macchina comincia a prendere il posto dell'uomo, sostituendolo.
- Paranoimia, (1986) Max Headroom, protagonista di una serie televisiva fantascientifica, interpretato dall'attore canadese Matt Frewer, è una intelligenza artificiale creata come alter ego di un presentatore Tv di una società distopica, che sviluppa una personalità piuttosto autonoma e alquanto eccentrica. Nella canzone, Max Headroom conclude il testo con le parole "Trust me, trust me..." (Fidati di me, fidati di me...) con un evidente riferimento ai rischi connessi alla cibernetica.

### Televisione
- Ai confini della realtà (The Twilight Zone, 1959-1964):
  - 5.20 Da Agnese, con amore (From Agnes with love, 1964)
  - 5.33 Il cervellone elettronico della Whipple (The brain center at Whipple's, 1964)
- Agente Speciale (The Avengers, 1961-1969):
  - 4.3 I cibernauti (The Cybernauts, 1965)
  - 5.17 Il ritorno del cibernauta (Return of the Cybernauts, 1967)
- Star Trek (1966-1969): 
  - 2.6 La macchina del giudizio universale (The Doomsday Machine, 1967)
  - 2.8 La sfida (The Changeling, 1967)
  - 2.24 Il computer che uccide (The Ultimate Computer, 1968)
- Il prigioniero (The Prisoner, 1967):
  - 1.6 Il Generale (The General)
- Galactica 1978-1979
- RoboCop (serie televisiva) 1994
- Battlestar Galactica (miniserie televisiva) 2003
- Battlestar Galactica 2004-2009
  - Battlestar Galactica: The Resistance (2006)
  - Battlestar Galactica: Razor Flashbacks o Battlestar Galactica: Razor (2007)
  - Battlestar Galactica: The Face of the Enemy (2008 - 2009)
  - Battlestar Galactica: The Plan (2009)
- Terminator: The Sarah Connor Chronicles 2008-2009
- Caprica 2010 (spin off di Battlestar Galactica)
- Westworld - Dove tutto è concesso (Westworld), 2016-

### Videogiochi
- Empire of the Over-Mind (1981)
- Blade Runner (1985)
- Videogiochi di RoboCop (dal 1988)
- Main Frame (1988)
- Videogiochi di Terminator (dal 1991)
- System Shock (1994)
- Rise of the Robots (1994)
- I Have No Mouth, and I Must Scream (1995)
- Blade Runner (1997)
- Videogiochi di Matrix (dal 2003)
- Nano Breaker (2005)
- Hard Reset (2011)
- Binary Domain (2012)
- Overwatch (2016)
- Horizon Zero Dawn (2017)
- Detroit: Become Human (2018)
- Generation Zero (2019)